# 정웅
정웅(鄭雄, 1928년 4월 17일~2021년 12월 23일)은 대한민국의 군인, 제13대 국회의원이다.

## 생애
1928년 4월 17일 전라남도 순천군 순천면 제전리에서 태어났다. 1945년 3월 순천공립중학교를 졸업하고 군청에서 근무하다 1949년 육군호국사관학교에 지원해 합격하였다. 6.25전쟁이 발발하자 육군소위로 소집되어 호남 지구 공비토벌전과 저격 능선 등 전방에서 전투부대 중대장으로 싸웠다. 휴전협정 이후 소령으로 진급하여 육군본부 감찰관실에서 일하다 중령으로 진급하고 군 교육기관 교관과 전방사단의 사단 작전참모, 정보참모로 근무했다. 1968년 대령이 되면서 연대장을 하다 전북대 ROTC 단장으로 부임하였다. 이후 사단 참모장과 육군본부 작전참모국을 거쳐 1974년 사단 부사단장 재임 당시 국방부 유엔군 참전 기념비 건립 위원장으로 임명되어 6.25에 참전한 유엔군 16개국 중 미국, 프랑스, 필리핀, 그리스 등 12개국의 기념비를 건립했다. 1976년 준장으로 진급하고 관구 참모장과 군사령부 인사참모로 근무했다. 1980년 1월 1일 소장으로 진급함과 동시에 제31향토방위사단장으로 임명돼 광주로 부임했다.
그는 5·18 광주 민주화 운동 초기, 그 당시 육군 제31향토방위사단장으로서 "첫 번째"로 학생시위 진압 명령을 받았다. 하지만, "강경 진압"을 기대했던 신군부 측의 바람과는 다르게, 현장에 있는 시민들의 말을 경청하며 "유혈진압을 최대한 자제"하는 모습을 보였기 때문에, "병력을 적절히 운용하지 못했고 분산 운용으로 효율적인 진압을 하지 못했다."는 명분으로 진압군 지휘권을 박탈당했다.
이후 신군부는 익산에 있는 특전사 제7공수특전여단을 "2번째 진압부대"로 파견했으며, 이들 2차 진압부대들은 고층 건물 옥상을 하나씩 점유해가는 한편, "민간요소(civilization)"를 고려하지 않고, 학생-일반시민 구분없이,  "전투적인(combat) 행위"를 최우선으로 두는 행태를 보였으며, 특히 5월 21일 금남로에서 시민들을 향해 "총기발포"를 자행, "주민등록이 된 사망자" 수만 165명(후유증 사망자 376명)이 나오는 유혈사태를 불러오고 말았다.
강경 진압에 미온적이었던 정웅은 이후 반강제로 육군 소장 예편되었으며, 대한민국 제11대 국회의원 선거에 무소속 후보 출마하려고 했지만, 외부의 강압으로 후보자에서 사퇴하는 등 7년 동안 제약받는 사회생활을 하였다. 하지만, 1988년 6공화국 출범 후, 평화민주당의 공천을 받아 대한민국 제13대 국회의원 선거에 광주 북구 후보로 나가 5.18 희생자와 광주시민의 명예 회복을 내걸고 "초선 출마", 91.5%라는 압도적인 득표율(당시 전국 최고 득표율 기록이며, 2020년대까지 깨지지 않고 있다.) 당선되었다. 1992년 2월 11일을 기하여 평화민주당을 탈당후 신정치개혁당에 입당했다.
1992년, 대한민국 제14대 국회의원 선거에서는 신정치개혁당의 전국구 후보로 출마했으나 낙선했다.
이후 자유민주연합에 입당하였으며 당무위원으로 활동했다.
2021년 12월 23일, 자택에서 사망했다.

## 학력
- 순천공립중학교 졸업
- 육군호국군사관학교 1기(1949년)
- 육군대학 졸업(1962년)
- 합동참모대학 졸업(1964년)
- 전북대학교 경영대학원 경영학 석사(1971년)

## 경력
- 민추협 부의장
- 평민당총재 안보국방특보
- 평민당 군정치 중립화 추진 위원장
- 김대중 대통령후보 선대본부 부위원장
- 평민당 안보국방위원장
- 평민당 당무지도위원회 부의장
- 국회 국방, 건설, 예결위원
- 평화민주당 행정위원
- 대한민국 제13대 국회의원(당속: 평화민주당→무소속→신정치개혁당, 지역구: 광주 북구)
- 13대 국회의원 시절 평화민주당 탈당과 함께 무소속 전향.
- 자유민주연합 당무위원 겸 특임행정촉탁위원(1995년 6월 11일)
- 자유민주연합 탈당(1995년 8월 6일)
- 중앙성결교회 장로

## 역대 선거 결과
|  | 0% |

|  | 91.45% |

|  | 1.8% |